# Депутаты Сената Парламента Казахстана I созыва
Полномочия сената парламента Республики Казахстан I созыва начались с открытием его первой сессии 30 января 1996 года и завершились с началом работы первой сессии парламента II созыва 30 ноября 1999 года.
На выборах 5 декабря 1995 года было избрано 40 депутатов сената — по два человека от 19 областей и столицы Казахстана Алма-Аты. Семь депутатов сената были назначены президентом Казахстана Нурсултаном Назарбаевым.
8 октября 1997 года состоялись выборы депутатов сената на 4 года в связи с окончанием срока полномочий депутатов сената, избранных в 1995 году на 2 года. После прошедшей административной реформы и оптимизации областей в сенат были избраны 15 депутатов — выборы проходили по 14 областям и Алма-Ате. В связи с объявлением Акмолы (сейчас — Астана) столицей Казахстана, 11 февраля 1998 года состоялись выборы депутатов сената по городу Акмоле.

## Список депутатов сената I созыва
Всего за период полномочий сената I созыва его депутатами были 64 человека.
| ФИО                                  | Срок полномочий депутата сената | Комментарий                                                  |
| ------------------------------------ | ------------------------------- | ------------------------------------------------------------ |
| Абдильдин, Жабайхан                  | 1996—2005                       | Избран от города Алматы                                      |
| Абильдинов, Думан Ахатович           | 1996—2002                       | Избран от Карагандинской области                             |
| Абишев, Хабылсаят Азимбаевич         | 1999                            |                                                              |
| Айтимова, Бырганым Сариевна          | 1996, 2013—2019                 | Назначена указом президента в 2013 году                      |
| Асатов, Болатай Каримович            |                                 | Избран от Костанайской области                               |
| Ахатов, Амангельды Капенович         |                                 | Избран от Акмолинской области                                |
| Байгелди, Омирбек                    | 1996—2011                       | Избран от Жамбылской области в 1995, 1999 и 2005 годах       |
| Балдин, Виктор Иванович              |                                 |                                                              |
| Барахова, Сайлаукуль Жапбаровна      | 1997—2002                       | Избрана от Южно-Казахстанской области                        |
| Батталов, Марс Арупович              | 1996—2002                       | Избран от Алматинской области                                |
| Белоглазов, Алексей Васильевич       |                                 |                                                              |
| Бигалиев, Ермеккали Аккалиевич       |                                 | Избран от Атырауской области                                 |
| Бультаев, Куанышбек Кульбаевич       |                                 |                                                              |
| Бурлаков, Леонид Николаевич          | 1996—2011                       | Избран от Мангистауской области в 1995, 1999, 2005 годах     |
| Габбасов, Энгельс Габбасович         |                                 |                                                              |
| Гусинский, Александр Владимирович    | 1996—1999, 2002—2008            | Избран от Восточно-Казахстанской области в 1996 и 2002 годах |
| Джаксыбеков, Адильбек Рыскельдинович |                                 |                                                              |
| Добрышин, Фёдор Иванович             |                                 |                                                              |
| Ескендиров, Кайрулла Газизович       | 1996—2002                       | Избран от Северо-Казахстанской области                       |
| Жалыбин, Сергей Михайлович           |                                 |                                                              |
| Жумабаев, Ермек Жианшинович          | 1996—2014                       | Избран от Павлодарской области                               |
| Жусупов, Бейбит Газизович            | 1998—2002                       | Избран от города Астаны                                      |
| Зеленский, Сергей Михайлович         |                                 |                                                              |
| Калюжный, Вячеслав Афанасьевич       |                                 |                                                              |
| Карагусова, Гульжана Джанпеисовна    | 1997—2001                       | Назначена указом президента                                  |
| Карибаев, Жандар Карибаевич          | 1996—2002                       | Избран от Жамбылской области                                 |
| Касимов, Сабыр Ахметжанович          | 1996—1999                       |                                                              |
| Каюпов, Бигали Абдикерович           |                                 |                                                              |
| Ким, Георгий Владимирович            |                                 |                                                              |
| Кожевников, Валерий Владимирович     |                                 |                                                              |
| Колесов, Пётр Петрович               |                                 |                                                              |
| Котов, Анатолий Константинович       |                                 |                                                              |
| Кошанов, Ерлан Жаканович             |                                 |                                                              |
| Куленов, Ахат Салемхатович           |                                 |                                                              |
| Кусаинов, Абельгази Калиакпарович    |                                 |                                                              |
| Кусайнов, Боранбай Бакитжанович      |                                 | Избран от Актюбинской области                                |
| Литовченко, Анатолий Трофимович      |                                 |                                                              |
| Медеубаев, Ислям Жолдыевич           |                                 |                                                              |
| Мостович, Александр Эдуардович       |                                 |                                                              |
| Мусина, Лилия Сакеновна              |                                 |                                                              |
| Нурманбетов, Нусупжан Нурманбетович  | 1996—2011                       | Избран от Алматинской области                                |
| Нурмуханова, Зауре Малгаждаровна     |                                 |                                                              |
| Нурпеисов, Еркеш Калиевич            |                                 |                                                              |
| Озганбаев, Омирзак Озганбаевич       |                                 |                                                              |
| Окшин, Юрий Васильевич               | 1997—2002                       | Избран от Восточно-Казахстанской области                     |
| Сагалиева, Наслизат Халеловна        |                                 |                                                              |
| Самакова, Айткуль Байгазиевна        |                                 |                                                              |
| Сапиев, Оналбек                      | 1997—2008                       | Избран от Кызылординской области                             |
| Сатыбалдин, Азимхан Абилкаирович     |                                 |                                                              |
| Сейдуалиев, Сакен Спаханулы          |                                 | Избран от города Алматы                                      |
| Сейтжанов, Аманжол Сейтжанович       |                                 |                                                              |
| Сембаев, Даулет Хамитович            |                                 |                                                              |
| Сериков, Тулеуш Пауеденович          |                                 |                                                              |
| Симамбаев, Тасбай Кабашевич          |                                 |                                                              |
| Тажиев, Сагатбек Арынович            |                                 |                                                              |
| Такенов, Болат Долдаевич             |                                 |                                                              |
| Таспихов, Амангельды Сатыбалдиевич   |                                 | Избран от Западно-Казахстанской области                      |
| Темирбулатов, Серик Габдуллаевич     |                                 |                                                              |
| Тихонов, Сергей Викторович           |                                 |                                                              |
| Туткушев, Бексултан Серикпаевич      | 1996—2008                       | Избран от Костанайской области                               |
| Федотова, Зинаида Леонтьевна         |                                 |                                                              |
| Чубчиков, Валерий Владимирович       |                                 |                                                              |
| Шаухаманов, Сеилбек                  |                                 |                                                              |
| Щеголихин, Иван Павлович             | 1996—2003                       | Избран от города Алматы                                      |